# Ajuga novoguineensis
Ajuga novoguineensis là một loài thực vật có hoa trong họ Hoa môi. Loài này được A.J.Paton & R.J.Johns mô tả khoa học đầu tiên năm 2004.